# William Creek
William Creek ist eine Kleinsiedlung in South Australia. Es liegt 204 Kilometer nördlich von Marree und 168 Kilometer östlich von Coober Pedy am Oodnadatta Track, der parallel zum Stuart Highway verläuft.
William Creek wurde 1859 vom Forschungsreisenden John McDouall Stuart nach dem zweiten Sohn des Pioniers und Partners John Chambers, William, benannt.
Obwohl die Ortschaft nur fünf Einwohner hatte, als im Jahre 2002 gezählt wurde, ist sie dennoch von größerer Bedeutung für die Region, denn William Creek besitzt die einzige Tankstelle zwischen Marree, Coober Pedy und Oodnadatta. Des Weiteren bietet William Creek ein Hotel, eine Landebahn für kleine Flugzeuge, auf dem z. B. die Royal Flying Doctors landen können, einen Pub und einen Campingplatz. Der Pub ist für seine originelle Inneneinrichtung bekannt – viele Reisende hinterließen dort ihre Personalausweise, Studentenausweise, Führerscheine, Visitenkarten, Unterwäsche oder sonstige Kleidungsstücke, die im gesamten Pub aufgehängt wurden.
William Creek liegt auf dem Gebiet der weltgrößten Rinderfarm Anna Creek Station. Nur wenige Kilometer westlich beginnt das ehemalige Nuklearwaffen-Testareal Woomera Prohibited Area.
Es können von William Creek aus Flüge zu den Anna Creek Painted Hills unternommen werden.
William Creek besitzt außerdem das erste öffentliche solarbetriebene Telefon Australiens.
Die Stadt lag einst an der alten Bahnlinie The Ghan, obwohl sie nie größer war als derzeit.

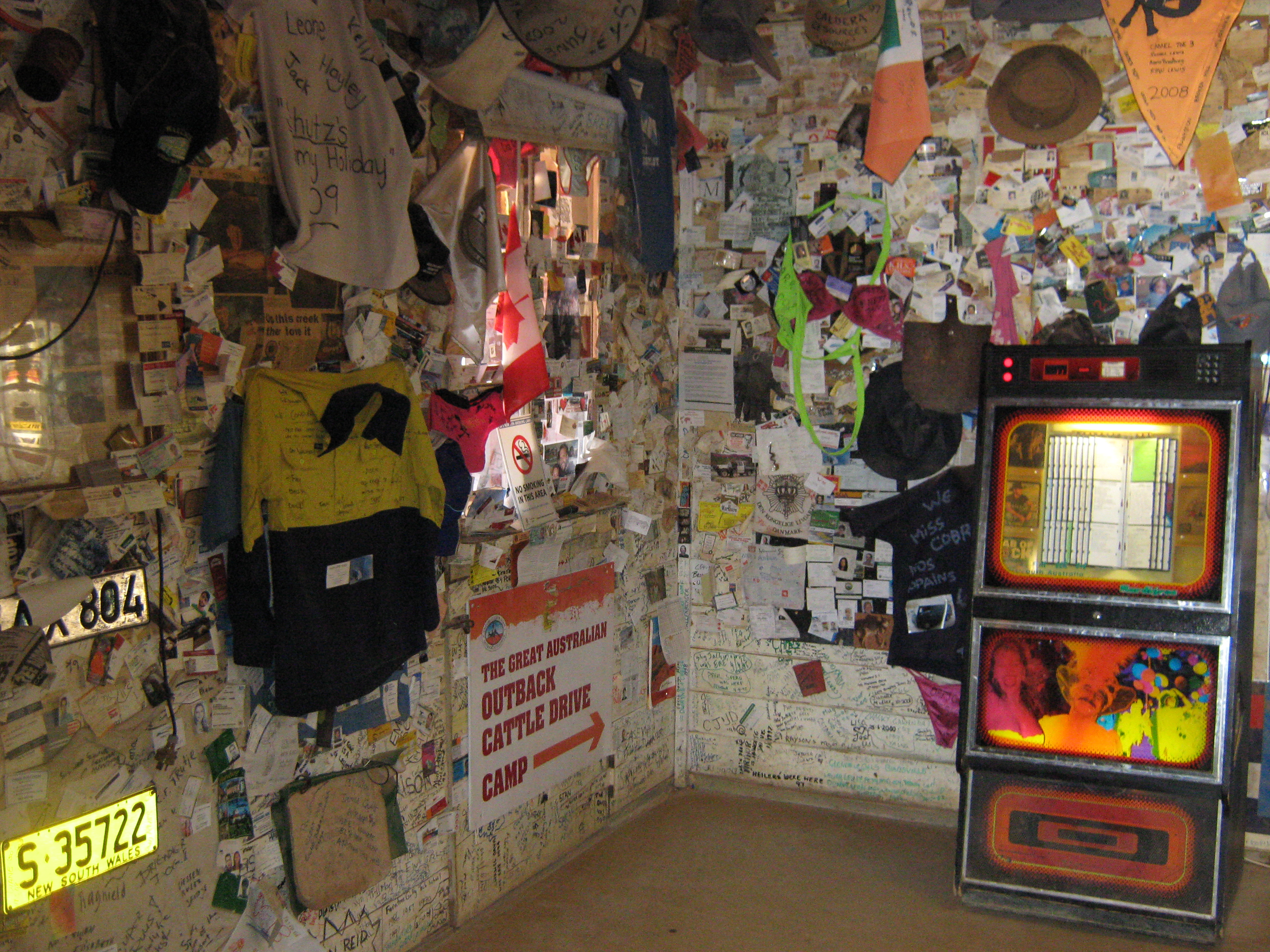
William Creek Pub von innen
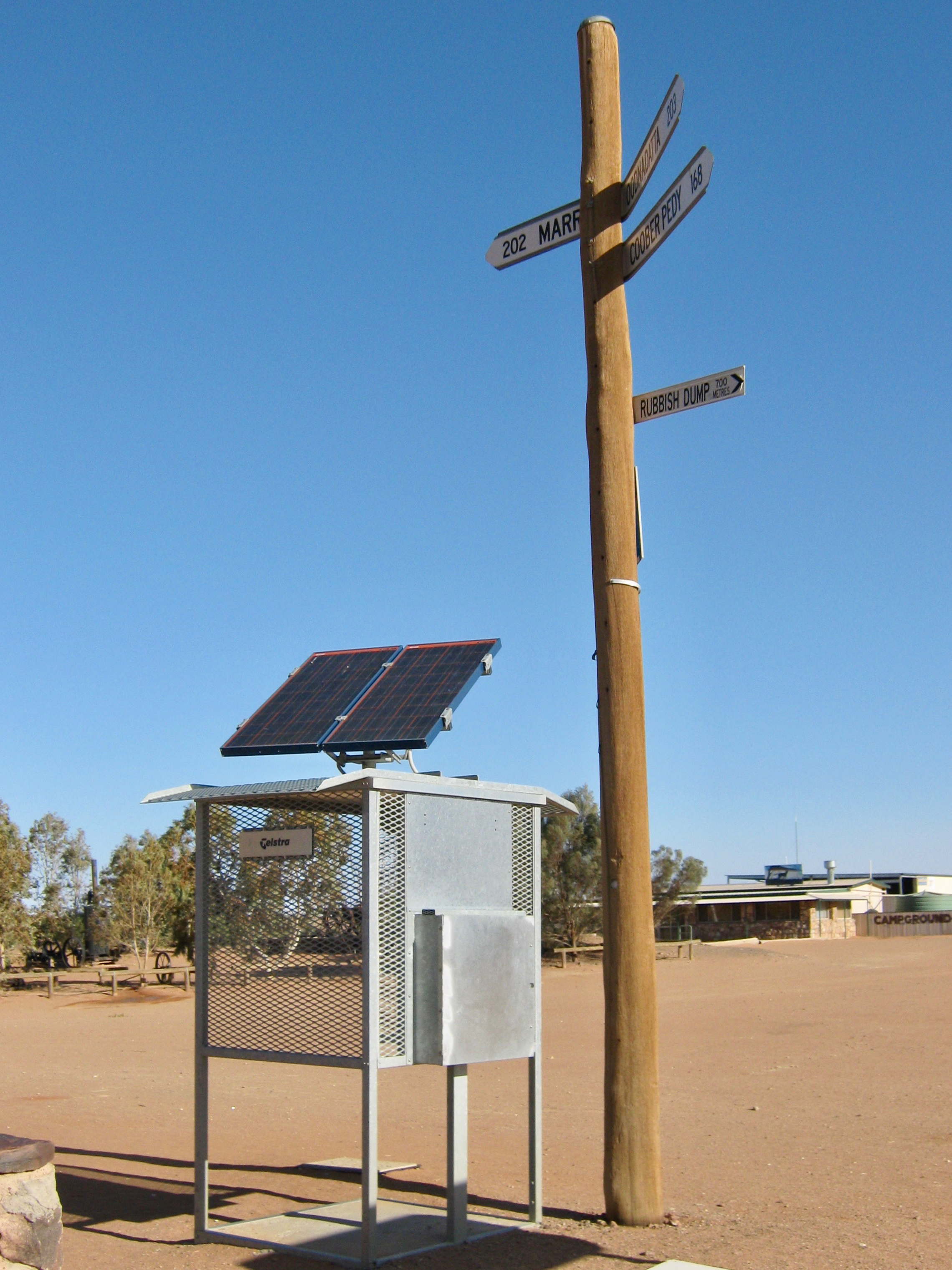
Das erste solarbetriebene öffentliche Telefon in Australien